# Macropinna microstoma
Macropinna microstoma är en djuphavsfisk, ca 15 centimeter lång, som upptäcktes 1939. Första fotografering av ett levande exemplar gjordes 2004.
En egenhet med fisken är huvudet, som påminner om cockpit på ett flygplan. Det är genomskinligt och vätskefyllt. Ögonen är gröna i dagsljus, mycket ljuskänsliga och fungerar på ett kikarliknande sätt. Ögonen kan riktas framåt, när fisken hittar byten som småfisk eller maneter. Det är möjligt att fisken också tar byten från maneter och hydrozoer (kolonier av nässeldjur), där de fastnat i tentakler. Det genomskinliga huvudet är okänsligt för nässelceller, så fisken kan utan besvär sticka in nosen och huvudet bland giftiga tentakler.
Den håller sig gärna stilla i vattnet, och har hittats på 600-800 meters djup utanför Kaliforniska kusten, USA